# فريد شاتلزوورث
فريدريك لي «فريد» شاتلزوورث (بالإنجليزية: Fred Shuttlesworth)‏ (ولد باسم فريد لي روبنسون، 18 مارس 1922 - 5 أكتوبر 2011)،  ناشط في مجال الحقوق المدنية في الولايات المتحدة، وقائد معركة ضد التمييز العنصري العرقي وغيرها من أشكال العنصرية، عن طريق توليه منصب كاهن في برمنغهام، ألاباما. كان مؤسسًا مشاركًا لمؤتمر القيادة المسيحية الجنوبية. بادر في المشاركة في حملة برمنغهام عام 1963 وكان له دور فعال للغاية. استمر في العمل ضد العنصرية والمساعدة في التخفيف من مشاكل المشردين في سينسيناتي، أوهايو، حيث أصبح راعيًا أبراشيًا في عام 1961. عاد إلى برمنغهام بعد تقاعده في عام 2007. وساعد مارتن لوثر كينغ الابن خلال حركة الحقوق المدنية. سُمي مطار برمنغهام شاتلزوورث الدولي على شرفه عام 2008. تُمنح  جائزة الحقوق المدنية لمعهد برمنغهام فريد ل. شاتلزوورث لحقوق الإنسان سنويًا باسمه.

## حياتها المبكرة
وُلد شاتلزوورث في جبل مايج، ألاباما، وأصبح قسيسًا للكنيسة المعمدانية بيثيل في برمنغهام في عام 1953. وكان رئيسًا لعضوية فرع ولاية ألاباما للجمعية الوطنية للنهوض بالملونين في عام 1956، عندما كانت لا تزال هذه الجمعية محظورة من العمل بصفة رسمية داخل ولاية ألاباما. أنشأ شاتلزوورث وإد غاردنر في مايو 1956 حركة ألاباما المسيحية لحقوق الإنسان لتولي العمل الذي أنجزته سابقًا الجمعية الوطنية للنهوض بالملونين.
جمعت حركة ألاباما المسيحية لحقوق الإنسان جميع أموالها التي حصلت عليها عن طريق تبرعات من مصادر محلية في اجتماعات جماهيرية كبيرة. واستخدمت كلًا من الدعاوي وممارسة الضغط المباشر لتحقيق أهدافها. عندما تجاهلت السلطات مطلبها بأن تقوم المدينة بتعيين ضباط شرطة سود، رفعت المنظمة دعوى ضدهم. على نحو مماثل، عندما قضت المحكمة العليا للولايات المتحدة في ديسمبر 1956 بأن الفصل بين الحافلات في مونتغمري، ألاباما، غير دستوري، أعلن شاتلزوورث أن حركة ألاباما المسيحية لحقوق الإنسان ستطعن القوانين العنصرية في برمنغهام في 26 ديسمبر 1956.
حاول أشخاص مجهولون في 25 ديسمبر 1956 قتل شاتلزوورث بوضع ستة عشر إصبعًا من الديناميت تحت نافذة غرفة نومه. بطريقة ما، هرب شاتلزوورث دون التعرض للأذى رغم إصابة منزله بأضرار جسيمة. أخبر أحد ضباط الشرطة الذي ينتمي أيضًا إلى كو كلوكس كلان، شاتلزوورث وهو يخرج من منزله: «لو كنت مكانك، لهربت من المدينة بأسرع ما يمكن».  فأجابه بأن يخبر كلان أنه لن يغادر، قائلا: «لم أتربى على الهرب».

## تعليمه
التحق فريد شاتلزوورث بمدرسة روسديل الثانوية حيث حصل على شهادة امتياز. درس في جامعة ألاباما وحصل على درجة البكالوريوس في اللغة الإنجليزية. وحصل شاتلزوورث على ترخيص باعتباره داعيًا للبلاد عندما كان يتحول من الميثودية إلى المسيحية المعمدانية.

## مؤتمر القيادة المسيحية الجنوبية
أسس شاتلزوورث في عام 1957، إلى جانب مارتن لوثر كينغ الابن، ورالف أبيرناثي من مونتغمري، وجوزيف لوري من موبيل، ألاباما، وتي جيه جيمسون من باتون روج،  لويزيانا، وتشارلز كينزي ستيل من تالاهاسي،  فلوريدا، وآل ديفيس من نيو أورليانز، لويزيانا، بايارد، وروستن وإيلا بيكر، مؤتمر القيادة المسيحية الجنوبية. تبنت اللجنة العليا لشؤون المرأة شعارًا لتأكيد التزامها باللا عنف: «لا ينبغي إيذاء شعرة واحدة من رأس شخص واحد». تبنى شاتلزوورث هذه الفلسفة، على الرغم من عدوانية شخصيته وتشدده. تحدث أحيانًا بعدوانية وصراحة إلى درجة أنه كثيراً ما أغضب زملاءه في حركة الحقوق المدنية وكذلك خصومه. لم يخجل في مطالبة كينج بالقيام بدور أكثر نشاطًا في قيادة الكفاح ضد التمييز العنصري، مُحذرًا أن التاريخ لن يرحم أولئك الذين ألقوا «خطابات وردية» دون تحقيقها. كما كان السبب في إبعاد بعض أعضاء جماعته وذلك عن طريق دفعهم لتكريس الكثير من الوقت كما فعل للحركة على حساب حفلات الزفاف والجنازات وغيرها من وظائف الكنيسة العادية. نتيجة لذلك، في عام 1961، انتقل شاتلزوورث إلى مدينة سينسيناتي بولاية أوهايو لتولي رعاية الكنيسة المعمدانية. ظل مشاركًا بصفة مكثفًة في حملة برمنغهام بعد انتقاله إلى سينسيناتي، وكثيراً ما عاد للمساعدة في تولي زمام الإجراءات. كان شاتلزوورث شجاعًا  رغم درايته بالمخاطر التي يمكن أن يتعرض لها. كان بقية النشطاء الملتزمين يشعرون بالخوف أو الارتباك  بسبب استعداده للموت. تعهد شاتلزوورث «بقتل التمييز العنصري أو أن يقتل به».

## محاولات القتل
عندما حاول شاتلزوورث وزوجته روبي في صيف عام 1957 تسجيل أبنائهم في مدرسة فيليب الثانوية، وهي مدرسة حكومية في برمنغهام للبيض سابقًا. هاجمهم حشد من كلانسمن مع غياب الشرطة تمامًا في المكان. تعرض فريد للضرب بالسلاسل ومضارب بيسبول وغيرها، وتعرضت زوجته للطعن في وركها. وكان من بين المعتدين عليه، بوبي فرانك تشيري، الذي شارك بعد ست سنوات في تفجير الكنيسة المعمدانية في شارع 16. قاد شاتلزوورث السيارة بزوجته إلى المستشفى وطلب من أطفاله أن يكونوا متسامحين دومًا. نجا شاتلزوورث في عام 1958، من محاولة قتل أخرى إذ شاهد أحد حراس الكنيسة قنبلة وُضعت عند الكنيسة فسرعان ما نقلها للشارع قبل انفجارها.

## مواكب الحرية
شارك شاتلزوورث في الاعتصام ضد نظام الغداء المنفصل بين البيض والسود في عام 1960، كما شارك في تنظيم وإتمام «مواكب الحرية» عام 1961. حذر شاتلزوورث من البداية من أن الأوضاع في ألاباما متقلبة للغاية عندما استشير قبل بدء مشروع «مواكب الحرية». أشار شاتلزوورث إلى أنه احترم شجاعة الناشطين الذين اقترحوا مشروع المواكب ولكنه شعر أن بإمكانه اتخاذ إجراءات أخرى لتسريع حركة الحقوق المدنية، وذلك سيجعل المشروع أقل خطورة. لكن ذلك لم يردع مخططي «مواكب الحرية» من قرارهم ومواصلة الإعدادات.
بعد أن أصبح من المؤكد تنفيذ «مواكب الحرية»، عمل شاتلزوورث مع كونغرس المساواة العرقية لتنظيم المواكب. وانخرط أكثر لضمان نجاح هذه المواكب وخاصة خلال فترة خدمتهم في ألاباما. جمع شاتلزوورث بعض زملائه من رجال الدين لمساعدته في حملات السفر. بعد تعرض المنخرطين في مواكب الحرية للضرب المبرح والقتل تقريبًا في برمنغهام وأنيستون، أرسل شاتلزوورث شمامسة الكنيسة لانتشال المصابين من المستشفى في أنيستون. وتعرض هو أيضًا في وقت سابق من اليوم للضرب وواجه تهديدًا بالطرد من المستشفى من قبل مدير المستشفى. استقبل شاتلزوورث المصابين من منخرطي «مواكب الحرية» في كنيسة بيثيل المعمدانية ما سمح لهم بالتعافي بعد أعمال العنف التي وقعت عليهم. أدى العنف في أنيستون وبرمنغهام إلى نهاية سريعة لـ «مواكب الحرية»، ومع ذلك فإن تصرفات المؤيدين أمثال شاتلزوورث، أعطت جيمس فارمر، زعيم سي أو آر، والمؤسس الأساسي لـ «مواكب الحرية» ونشطاء آخرين الشجاعة للمضي قدمًا. بعد أعمال العنف التي وقعت في ألاباما، وقبل استمرار حركة «مواكب الحرية»، قدم المدعي العام روبرت كينيدي إلى شاتلزوورث رقم هاتفه الشخصي في حال احتياجه للدعم الفيدرالي. عندما جهز شاتلزوورث المنخرطين في الحركة لمغادرة برمنغهام ووصولهم إلى محطة جراي هاوند، وجدوا أنفسهم عالقين، لأن سائق الحافلة لم يكن على استعداد لإيصال هذه  المجموعة المثيرة للجدل إلى ميسيسيبي.

## روابط خارجية
- فريد شاتلزوورث على موقع IMDb (الإنجليزية)
- فريد شاتلزوورث على موقع الموسوعة البريطانية (الإنجليزية)
- فريد شاتلزوورث على موقع قاعدة بيانات الفيلم (الإنجليزية)